# Jörg Haider
Jörg Haider (Bad Goisern, Alta Àustria, 26 de gener de 1950 - Klagenfurt, Caríntia, 11 d'octubre de 2008) va ser un polític austríac, xenòfob i d'extrema dreta primer líder del Partit de la Llibertat d'Àustria (FPÖ, Freiheitliche Partei Österreichs, entre 1986 i 2000) i després, des de 2005 fins a la seva mort, líder del partit Unió pel futur (una escissió del FPÖ).